# 10060 Amymilne
10060 Amymilne eller 1988 GL är en asteroid i huvudbältet som upptäcktes den 12 april 1988 av det amerikanska astronom paret Eugene M. och Carolyn S. Shoemaker vid Palomar-observatoriet. Den är uppkallad efter kanadensaren Amy Rae Milne.
Asteroiden har en diameter på ungefär 4 kilometer.